# Protein O-mannose beta-1,2-N-acetylglucosaminyltransferase 1
Die Protein O-mannose beta-1,2-N-acetylglucosaminyltransferase 1, veraltet auch Protein o-linked mannose beta-1,2-N-acetylglucosaminyltransferase mit Gensymbol POMGNT1 (veraltet: MEB) ist ein Enzym, das bei der O-Glykosylierung eine Rolle spielt. Es ist spezifisch für die α-verbundene terminale Mannose. Es handelt sich dabei um ein Transmembranprotein, das im Golgi-Apparat gelegen ist.

## Funktion
Die Protein O-mannose beta-1,2-N-acetylglucosaminyltransferase 1 verschiebt N-acetylglucosaminreste zu O-Mannose (Mannose mit Etherbindung) und nimmt so teil an der O-Glykosylierung. Die O-Glykosylierung ist wiederum essentiell für die Funktion von Dystroglycan – dem zentralen Element des Dystrophin-Glykoproteinkomplexes. Analysen haben dabei gezeigt, dass das Enzym spezifisch für die α-verbunden terminale Mannose (engl. „alpha-linked terminal mannose“) ist und keine MGAT3, MGAT4, MGAT5, MGAT7, oder MGAT8-Aktivität zeigt.

## Klinischer Bezug
Mutationen im POMGNT1-Gen können zu vier verschiedenen Formen von Muskeldystrophie in Verbindung mit Dystroglykanopathie (engl. „muscular dystrophy-dystroglycanopathy“) führen; darunter eine schwere Form mit Anomalien bei Augen und Gehirn, genannt Walker-Warburg-Syndrom, die Muskel-Auge-Gehirn-Krankheit, eine weniger schwache Form mit weniger mentalen Einbußen und eine leichte Form der Gliedergürteldystrophie. Dies entspricht den von Online Mendelian Inheritance in Man 2011 definierten Typen von Congenital Muscular Dystrophy-Dystroglycanopathy with Brain and Eye Anomalies Typ A3, B3 und C3. Orphanet beschreibt die verursachten Krankheiten mit den folgenden Bezeichnungen: Walker-Warburg-Syndrom, Muskel-Augen-Gehirn-Krankheit, autosomal-rezessive Gliedergürtelmuskeldystrophie Typ 2O und Kongenitale Muskeldystrophie mit zerebellärer Beteiligung. Dabei fanden Yoshida und andere allein für die Muskel-Augen-Gehirn-Krankheit in sechs Patienten sechs unterschiedliche Mutationen.